# Mieszanina nitrująca
Mieszanina nitrująca (nitroza) – mieszanina stężonych kwasów azotowego (HNO
3) i siarkowego (H
2SO
4) w stosunku masowym 1:2 (objętościowym 3:5) służąca do nitrowania związków organicznych i nieorganicznych, jak również do otrzymywania niektórych estrów kwasu azotowego.
Służy do produkcji materiałów wybuchowych na bazie azotanów, barwników np. żółcień naftolowa oraz antybiotyków np. metronidazol.
W mieszaninie nitrującej zachodzi reakcja:
2H
2SO
4 + HNO
3 ⇌ 2HSO−
4 + H
3O+
 + NO+
2
W reakcjach nitrowania i estryfikacji uczestniczy powstały silnie elektrofilowy kation nitroniowy NO+
2.